# James B. Ranck Jr.
James Byrne Ranck Jr (ur. 17 sierpnia 1930) – amerykański fizjolog, biofizyk i psycholog, jeden z pionierów neurobiologii i neuropsychologii, profesor fizjologii na University of Michigan (1962–1975), od roku 1975 związany ze State University of New York (SUNY), Brooklyn; naukowiec zajmujący się m.in. analizowaniem aktywności pojedynczych neuronów hipokampa (odkrywca „komórek kierunku głowy” w neuronowym systemie orientacji przestrzennej) i ceniony dydaktyk (od roku 2005 z honorowym tytułem Distinguished Teaching Professor), wychowawca pokoleń neurobiologów.

## Badania naukowe
James B. Ranck zajmował się przede wszystkim biofizyką neuronów OUN, kontynuując prace swojego opiekuna naukowego z okresu studiów podoktoranckich, Williama F. Windlego. Opracowywał techniki pomiarów potencjałów błony pojedynczych neuronów, badając przepływ prądu m.in. w tkance nerwowej mózgu. Utworzył specjalistyczne laboratorium badań hipokampa, z którym byli związani m.in. Robert U. Muller, Steven E. Fox i Johne L. Kubie z SUNY Brooklyn oraz Jeffrey S. Taube z Dartmouth College. W roku 1984 dokonał odkrycia „komórek kierunku głowy” w neuronalnym systemie orientacji przestrzennej (zob. GPS mózgu). Neurony te stają się aktywne np. wówczas, gdy wchodząc do pomieszczenia kierujemy głowę w stronę kilku wybranych przedmiotów – utrwalonych punktów orientacyjnych, umożliwiających w przyszłości poruszanie się w tym pomieszczeniu bez udziału wzroku, np. w ciemności (przemeblowanie pomieszczenia zakłóca działanie wewnętrznego GPS).
Kontynuatorami badań J.B. Rancka stali się jego wychowankowie, Jeffrey S. Taube (SUNY) i Donald J. Woodward (University of Michigan).

## Publikacje
Wybór według ResearchGate i PubMed:
- Muller R.U., Ranck J.B. Jr., Taube J.S., Head direction cells: properties and functional significance, Curr Opin Neurobiol. 1996 Apr;6(2):196–206
- Quirk G.J., Muller R.U., Kubie J.L., Ranck J.B. Jr., The positional firing properties of medial entorhinal neurons: description and comparison with hippocampal place cells, J Neurosci. 1992 May;12(5):1945–1963
- Taube J.S., Muller R.U., Ranck J.B. Jr., Head-direction cells recorded from the postsubiculum in freely moving rats. II. Effects of environmental manipulations, J Neurosci. 1990 Feb;10(2):436–447
- Taube J.S., Muller R.U., Ranck J.B. Jr., Head-direction cells recorded from the postsubiculum in freely moving rats. I. Description and quantitative analysis, J Neurosci. 1990 Feb;10(2):420–435
- Muller R.U., Kubie J.L., Ranck J.B. Jr., Spatial firing patterns of hippocampal complex-spike cells in a fixed environment, J Neurosci. 1987 Jul;7(7):1935–1950,
- Fox S.E., Wolfson S., Ranck J.B. Jr., Hippocampal theta rhythm and the firing of neurons in walking and urethane anesthetized rats, Exp Brain Res. 1986;62(3):495–508
- Best P.J., Ranck J.B. Jr., Reliability of the relationship between hippocampal unit activity and sensory-behavioral events in the rat, Exp Neurol. 1982 Mar;75(3):652–664
- Fox S.E., Ranck J.B. Jr., Electrophysiological characteristics of hippocampal complex-spike cells and theta cells, Exp Brain Res. 1981;41(3–4):399–410
- Mitchell S.J., Ranck J.B. Jr., Generation of theta rhythm in medial entorhinal cortex of freely moving rats, Brain Res. 1980 May 5;189(1):49–66
- Rudell A.P., Fox S.E., Ranck J.B. Jr., Hippocampal excitability phase-locked to the theta rhythm in walking rats, Exp Neurol. 1980 Apr;68(1):87–96
- Fox S.E., Ranck J.B. Jr., Hippocampal field potentials evoked by stimulation of multiple limbic structures in freely moving rats, Neuroscience. 1979;4(10):1467–1478
- Ranck J.B. Jr., Which elements are excited in electrical stimulation of mammalian central nervous system: a review, Brain Res. 1975 Nov 21;98(3):417–440
- Fox S.E., Ranck J.B. Jr., Localization and anatomical identification of theta and complex spike cells in dorsal hippocampal formation of rats, Exp Neurol. 1975 Oct;49(1 Pt 1):299–313
- Feder R, Ranck J.B. Jr., Studies on single neurons in dorsal hippocampal formation and septum in unrestrained rats. II. Hippocampal slow waves and theta cell firing during bar pressing and other behaviors, Exp Neurol. 1973 Nov;41(2):532–555
- Ranck J.B. Jr., Studies on single neurons in dorsal hippocampal formation and septum in unrestrained rats. I. Behavioral correlates and firing repertoires, Exp Neurol. 1973 Nov;41(2):461–531
- Ranck J.B. Jr., Electrical impedance changes in many sites of brain in paradoxical sleep, anesthesia, and activity, Exp Neurol. 1970 Jun;27(3):454–475
- Fertziger A.P., Ranck J.B. Jr., Potassium accumulation in interstitial space during epileptiform seizures, Exp Neurol. 1970 Mar;26(3):571–585
- BeMent S.L., Ranck J.B. Jr., A model for electrical stimulation of central myelinated fibers with monopolar electrodes, Exp Neurol. 1969 Jun;24(2):171–186
- BeMent S.L., Ranck J.B. Jr., A quantitative study of electrical stimulation of central myelinated fibers, Exp Neurol. 1969 Jun;24(2):147–170
- Ranck J.B. Jr., Macroelectrode responses with stimulation and recording within hippocampus and related structures during different states of consciousness, Exp Neurol. 1969 Feb;23(2):207–213
- Rutledge LT, Ranck J.B. Jr., Duncan J.A., Prevention of supersensitivity in partially isolated cerebral cortex, Electroencephalogr Clin Neurophysiol. 1967 Sep;23(3):256–262
- Ranck J.B. Jr., Electrical impedance in the subicular area of rats during paradoxical sleep, Exp Neurol. 1966 Dec;16(4):416–437
- Ranck J.B. Jr., Bement S.l., The Specific Impedance of the dorsal columns of cat: An inisotropic medium, Exp Neurol. 1965 Apr;11:451–463
- Ranck J.B. Jr., Synaptic „Learning” Due to electroosmosis: A theory, Science. 1964 Apr 10;144(3615):187–189
- Ranck J.B. Jr., Specific impedance of rabbit cerebral cortex, Exp Neurol. 1963 Feb;7:144–152
- Ranck J.B. Jr., Analysis of specific impedance of rabbit cerebral cortex, Exp Neurol. 1963 Feb;7:153–174
- Koch A., Ranck J.B. Jr., Newman B.L., Ionic content of the neuroglia, Exp Neurol. 1962 Sep;6:186–200
- Ranck J.B. Jr., Windle W.F., Asphyxiation of adult rhesus monkeys, Exp Neurol. 1961 Jan;3:122–125
- Ranck J.B. Jr., Windle W.F., Brain damage in the monkey, macaca mulatta, by asphyxia neonatorum, Exp Neurol. 1959 Jun;1(2):130–154